# Зюїно
Зю́їно (рос. Зюино) — присілок у складі Ярського району Удмуртії, Росія.
В присілку є дитячий садок та школа.

## Населення
Населення — 239 осіб (2010, 353 у 2002).
Національний склад станом на 2002 рік:
- удмурти — 56 %
- росіяни — 40 %